# Ligne 191 (chemin de fer slovaque)
La ligne 191 des chemins de fer slovaques relie Michaľany via Humenné à Medzilaborce et au-delà vers la Pologne.
La voie est électrifiée entre Michaľany et Bánovce nad Ondavou.

## Vitesse Maximale
Vitesses maximales suivant les sections :
- Medzilaborce št.hr.– Medzilaborce 60 km/h
- Medzilaborce – Humenné 90 km/h
- Humenné – Úpor 100 km/h
- Úpor – Michaľany 70 km/h

## Liaison
Chemin de fer ordinaire
- Ligne 190 Čierna nad Tisou - Košice à Michaľany et à Trebišov
- Ligne 192 Trebišov - Vranov nad Topľou
- Ligne 195 Bánovce nad Ondavou - Veľké Kapušany
- Ligne 193 Humenné - Prešov
- Ligne 196 Humenné - Stakčín